# Талпій
Та́лпій (грец. Thalpios) — у давньогрецькій міфології — син Евріта; як проводир елейців брав участь у поході проти Трої.